# Olympische Jugend-Winterspiele 2020/Teilnehmer (Kosovo)
| Gelbes Symbol für Goldmedaillen mit stilisierten Olympischen Ringen | Graues Symbol für Silbermedaillen mit stilisierten Olympischen Ringen | Braundes Symbol für Bronzemedaillen mit stilisierten Olympischen Ringen |
| ------------------------------------------------------------------- | --------------------------------------------------------------------- | ----------------------------------------------------------------------- |
| —                                                                   | —                                                                     | —                                                                       |

Kosovo nahm an den Olympischen Jugend-Winterspielen 2020 in Lausanne mit zwei Athleten (ein Junge und ein Mädchen) im Ski Alpin teil. Es war die erste Teilnahme des Landes an Olympischen Jugend-Winterspielen.

## Teilnehmer nach Sportarten

### Ski Alpin
| Athleten   | Wettbewerbe  | 1. Lauf | 1. Lauf | 2. Lauf | 2. Lauf | Gesamt | Gesamt |
| Athleten   | Wettbewerbe  | Zeit    | Rang    | Zeit    | Rang    | Zeit   | Rang   |
| ---------- | ------------ | ------- | ------- | ------- | ------- | ------ | ------ |
| Jungen     |              |         |         |         |         |        |        |
| Drin Kokaj | Riesenslalom | DSQ     | DSQ     | DSQ     | DSQ     | DSQ    | DSQ    |
| Drin Kokaj | Slalom       | DSQ     | DSQ     | DSQ     | DSQ     | DSQ    | DSQ    |
| Mädchen    |              |         |         |         |         |        |        |
| Era Shala  | Slalom       | DNS     | DNS     | DNS     | DNS     | DNS    | DNS    |